# 源賴光

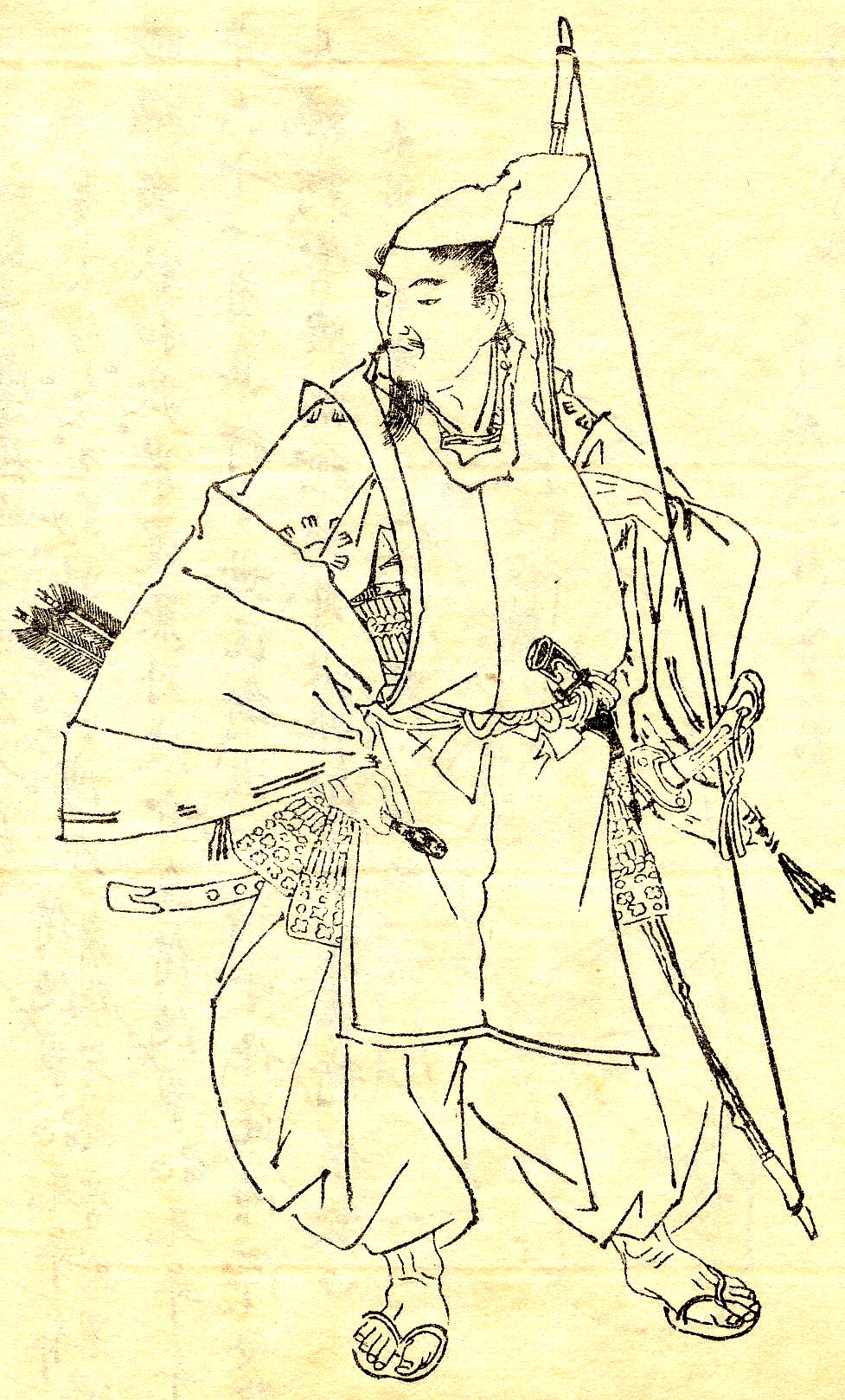
源賴光

源賴光（日语：／、天曆2年（948年） - 治安元年7月19日（1021年8月29日））平安時代中期大將。父親為清和源氏鎮守府將軍源滿仲，母親為嵯峨源氏近江守源俊之女，為攝津源氏始祖。有同父異母弟弟源賴親、源賴信。在《御伽草子》一书中，曾记载他带领渡边纲、坂田金時、卜部季武、碓井貞光四名家臣（即“赖光四天王”）斩杀酒吞童子的故事。

## 生平
誕生地不明，應是川邊郡一帶，父親滿仲於天延元年(973年)開始在此建立據點及宅院。所以青年的經歷並沒有明確記載。二十歲左右，在父親的推薦之下，到關白藤原兼家手下做事，一步步累積個人實力。
正歷元年(990年)，賴光在兼家的葬禮上拜藤原道長為主公，其後賴光成為道長的武力後盾，並且四處討罰夷賊樹立威名。

## 流行文化
- 《Fate/Grand Order》：手機遊戲，源賴光在遊戲中以曲線極度豐滿婀娜的女性姿態「Berserker」的職階登場，寶具為「牛王招雷·天網恢恢」。並於同款遊戲二期泳裝活動前半部《Dead Heat！夏日競賽！》、後半部《Death Jail！夏日逃脫》之中應季節與劇情內容換上泳裝，以「Lancer」的職階登場，寶具為「釋提桓因・金剛杵」。
- 《Fate/Samurai Remnant》中以Rider职介登场，本体为丑御前。声优为戶松遙。
- 《御伽 ～百鬼討伐繪卷～》：Xbox和風動作遊戲，為遊戲主角，賴光四天王也於該作中登場。
- 《御伽草子 (動畫)》：為女主角的哥哥，因體弱多病而由女主角代兄執行任務。
- 《怪童丸 (動畫)》：為守護都城的武將，形象為眉清目秀的貴公子。
- 《陰陽師 (遊戲)》：野心勃勃的鹰派陰陽師，为达目的不惜一切代價。首次出場于SSR階式神鬼切《刀鳴散華》绘卷，现已實裝進《平安奇谭（山海之战篇）》玩法。並有大量周邊產品。
- 《仁王2》：於「平安京討魔傳」登場。
- 《淺草鬼妻日記》：友麻碧著作的輕小說中來栖未來的前世，斬下酒吞童子首級的退魔名將、也是茨木童子化鬼前人類時期的前未婚夫。